# Mendenitsa
Mendenitsa (en griego: Μενδενίτσα), en la Edad Media conocido como Bodonitsa o Vodonitsa (Βοδονίτσα), es un pueblo en el monte Calídromo en Ftiótide, Grecia. Es parte del municipio de Molos. 
Durante la Baja Edad Media, fue la capital del Marquesado de Bodonitsa. El castillo franco, que todavía sobrevive, fue fundado sobre las ruinas de una antigua ciudad, a menudo identificado como Fárigas, la cual a veces es equiparada con la Tarfe de Homero.